# Suzanne Wesse
Suzanne Wesse, geborene Suzanne Vasseur, (* 16. Januar 1914 in Calais, Frankreich; † 18. August 1942 in der Strafanstalt Plötzensee, Berlin) war eine französische Widerstandskämpferin gegen den Nationalsozialismus und ein Opfer der NS-Kriegsjustiz.

## Leben und Wirken

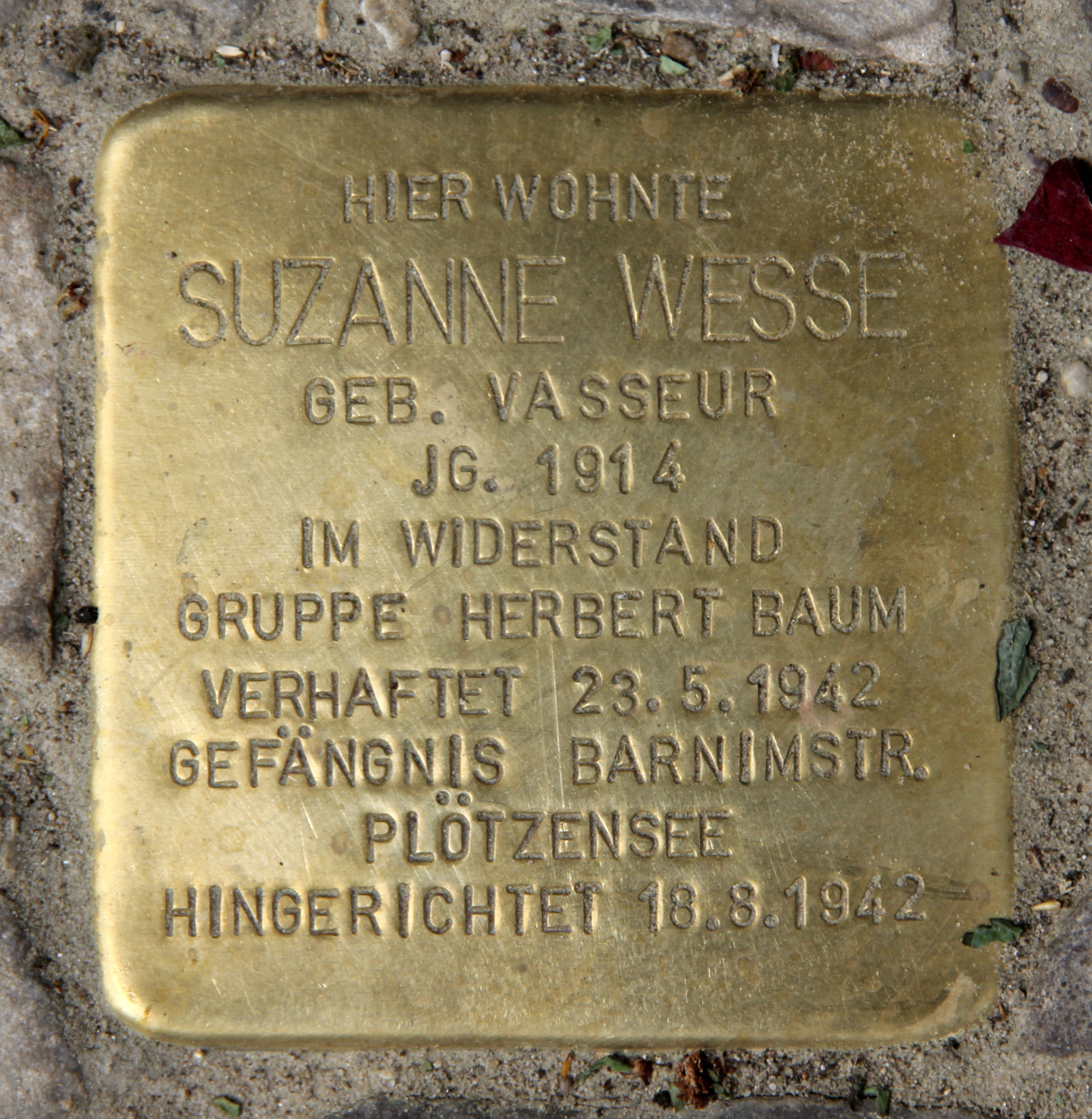
Stolperstein am Haus, Leibnizstraße 72, in Berlin-Charlottenburg

Vasseur war die Tochter eines Industriellen, der eine Gardinenfabrik in Calais besaß. In ihrer Jugend besuchte sie Schulen in England, Spanien und in Berlin. 1934 arbeitete sie in einem jüdischen Textilunternehmen in Berlin, wo sie den Ingenieur Richard Wesse kennenlernte. Nach einer vorübergehenden Rückkehr nach Frankreich heirateten beide 1936 in Berlin. Im April 1937 kam die gemeinsame Tochter Katharina zur Welt.
Bis 1937 arbeitete Wesse als freischaffende Übersetzerin für verschiedene Zeitschriften in Berlin. Im selben Jahr schloss sie sich auf Vermittlung von Felix Heymann, einem Cousin ihres Gatten, dem kommunistisch orientierten Freundeskreis um Herbert Baum an. Während des Zweiten Weltkriegs beteiligte sie sich mit der von Baum organisierten Widerstandsgruppe an Aktionen zur Bekämpfung der NS-Herrschaft von innen. Wesse übernahm die Aufgabe, Matrizen für die Vervielfältigung von gegen den Nationalsozialismus und den Krieg gerichteten Propagandaplakaten und -broschüren anzufertigen, wozu ihr eine Beschäftigung als Sekretärin in einem Verwaltungsbüro die Möglichkeit gab. Außerdem nutzte sie ihre Sprachkenntnisse, um Kontakte zu belgischen und französischen Kriegsgefangenen und Zwangsarbeitern in Berlin herzustellen und mit diesen Informationen und illegales Druckmaterial auszutauschen. Außerdem organisierte sie über diese gefälschte Ausweise, mit denen Mitglieder der Baum-Gruppe im Notfall in der Lage sein sollten, ein Leben in der Illegalität unter falschen Identitäten zu führen.
Am 18. Mai 1942 beteiligte Wesse sich an einem von der Baum-Gruppe organisierten Brandanschlag auf die antisowjetische Propagandaausstellung „Das Sowjetparadies“ im Berliner Lustgarten. Zusammen mit Baum, seiner Frau, Hans Arno Joachim, Sala Kochmann, Gerd Meyer und Irene Walter besuchte sie die Ausstellung, wobei sie verschiedene Sprengsätze und brennbares Material versteckten. Bei dem entstehenden Feuer wurden Teile der Ausstellung zerstört, die Feuerwehr konnte den Brand aber letztlich bald eindämmen und löschen. Die Attentäter entkamen unbehelligt aus dem Ausstellungspavillon.
Im Zuge der in den folgenden Tagen folgenden Zerschlagung der Gruppe um Baum durch die Geheime Staatspolizei wurde auch Wesse am 23. Mai 1942 zusammen mit ihrem Mann verhaftet. Während Richard Wesse nach drei Wochen wieder auf freien Fuß gesetzt wurde, wurde Suzanne Wesse der Beteiligung an dem Anschlag vom 18. Mai überführt und vor dem Sondergericht V wegen Wehrkraftzersetzung angeklagt. Am 16. Juli 1942 wurde sie für schuldig befunden und zum Tode verurteilt. Die Vollstreckung des Urteils folgte am 18. August 1942 in der Strafanstalt Berlin-Plötzensee.
Wesses Mann musste bis zum Kriegsende zwangsweise für den Siemens-Konzern arbeiten.
Heute erinnert ein hinter den Verwaltungsgebäuden und der Trauerhalle auf dem Jüdischen Friedhof Weißensee (Eingang: Markus-Reich-Platz) aufgestellter Gedenkstein an Wesse und die übrigen Mitglieder der Baum-Gruppe.
Am 17. Mai 2017 wurde vor ihrem ehemaligen Wohnort, Berlin-Charlottenburg, Leibnizstraße 72, ein Stolperstein verlegt.